# 富田朝彥
富田朝彦（日语：／ Tomita Tomohiko，1920年7月3日—2003年11月13日），曾任日本宫内厅长官。

## 生平
1943年毕业于东京帝国大学法学部。1974年11月26日，富田就任宫内厅次长。1978年至1988年，任宫内厅长官长达10年。

## 荣誉

### 日本勋章奖章
- 勋一等瑞宝章（1992年）

### 外国勋章奖章
- 天主教伊莎贝尔女王大十字勋章（西班牙语：Orden de Isabel la Católica）（西班牙，1980年10月23日批准[1]）：西班牙国王胡安·卡洛斯一世于1980年10月27日至31日对日本进行国事访问[2]。
- 意大利共和国功绩大十字骑士勋章（義大利語：Ordine al merito della Repubblica Italiana）（意大利，1982年3月9日公布[3]）：意大利总统佩尔蒂尼于1982年3月9日至15日对日本进行国事访问[4]。